# Credi/Resta sola come sei
Credi/Resta sola come sei è il 4° singolo discografico della cantante italiana Iva Zanicchi, pubblicato nel 1964.

## I brani
Credi sarà inserito all'interno dell'album Iva Zanicchi, pubblicato nel novembre 1965. Una cover è stata incisa da Nancy Cuomo nel 1965 per la KappaO di Napoli.
Resta sola come sei non sarà mai inserita in un album.

## Tracce
Lato A
- Credi - 2:34 - (L. Chiosso - L. Edwards - L. Weiss)

Lato B
- Resta sola come sei - 2:10 - (G. C. Testoni - H. Cochran)